# Johan Samuel Billing
Johan Samuel Billing, född 20 april 1794 i Södra Rörums socken, död 8 november 1851 i Stockholm, var en svensk läkare och veterinär.
Billing var son till kyrkoherde Kasten Kristian Billing. Billning blev student vid Lunds universitet 1810, filosofie kandidat 1816, avlade teoretisk medicinsk examen 1819 och praktisk medicinsk examen 1820. 1819 var Billing extra läkare vid Skånska husarregementet, 1820 var han fattigläkare vid Ramlösa hälsobrunn, 1821 pensionär vid fältläkarkåren och 1822 tillförordnad provinsialmedikus på Öland. Billing blev 1821 kirurgie magister och bataljonsläkare vid Wendes artilleriregemente och 1824 tillförordnad theoretices professor vid veterinärinrättningen i Stockholm. Han kom även att sköta sin chef och kollega Sven Adolf Norlings undervisning vid veterinärhögskolan under dennes frånvaro. 1825 blev han medicine doktor. Han företog 1827-28 med statsunderstöd en studieresa till veterinärskolor i Tyskland, Österrike och Danmark. Efter sin återkomst blev han bataljonsläkare vid Livgardet till häst, lärare i hippologi vid artilleriläroverket på Marieberg 1830 och dessutom i militär hygien där 1836. 1840 blev Billing professor vid veterinärinrättningen i Stockholm och 1848 regementsläkare vid Svea artilleriregemente. 1849 blev han riddare av Vasaorden.